# Olympische Jugend-Sommerspiele 2014/Teilnehmer (Amerikanisch-Samoa)
| Gelbes Symbol für Goldmedaillen mit stilisierten Olympischen Ringen | Graues Symbol für Silbermedaillen mit stilisierten Olympischen Ringen | Braundes Symbol für Bronzemedaillen mit stilisierten Olympischen Ringen |
| ------------------------------------------------------------------- | --------------------------------------------------------------------- | ----------------------------------------------------------------------- |
| —                                                                   | —                                                                     | —                                                                       |

Die Jugend-Olympiamannschaft aus Amerikanisch-Samoa für die II. Olympischen Jugend-Sommerspiele vom 16. bis 28. August 2014 in Nanjing (Volksrepublik China) bestand aus fünf Athleten. Sie konnten keine Medaille gewinnen.

## Athleten nach Sportarten

### Leichtathletik
Jungen
- Faresa Kapisi
100 m: DNS (Finale)

### Ringen
Jungen
- Faifua Ipolito
Freistil bis 46 kg: 8. Platz
- Iafeta Vou
Freistil bis 76 kg: 8. Platz
- Jordan Leilua
Griechisch-römisch bis 42 kg: 7. Platz
- Schey-Xyong McMoore
Griechisch-römisch bis 85 kg: 8. Platz